# Campionati mondiali di tiro 1924
I campionati mondiali di tiro 1924 furono la ventiduesima edizione dei campionati mondiali di questo sport e si disputarono a Reims. La nazione più medagliata furono gli Stati Uniti.

## Risultati

### Uomini

#### Carabina
| Evento                     | Oro                                                                            | Oro       | Argento                                                                             | Argento   | Bronzo                                                                     | Bronzo    |
| Evento                     | Atleta                                                                         | Risultato | Atleta                                                                              | Risultato | Atleta                                                                     | Risultato |
| 300m 3 posizioni           | Morris Fisher                                                                  | 1075      | Walter Stokes                                                                       | 1067      | Karl Zimmermann                                                            | 1052      |
| 300m a terra               | Walter Stokes                                                                  | 383       | Morris Fisher                                                                       | 383       | Raymond Coulter                                                            | 382       |
| 300m in ginocchio          | Morris Fisher                                                                  | 365       | Lars Jørgen Madsen                                                                  | 361       | Juan Martino                                                               | 360       |
| 300m in piedi              | Karl Zimmermann                                                                | 339       | Walter Stokes                                                                       | 333       | Antonio Rico                                                               | 333       |
| 300m 3 posizioni a squadre | Stati Uniti John Boles Morris Fisher Carl Osburn Raymond Coulter Walter Stokes | 5284      | Svizzera Josias Hartmann Walter Lienhard Jakob Reich Hans Pfeiderer Karl Zimmermann | 5184      | Francia Raymond Durand Louis Gouery Léon Johnson Georges Roes Emile Rumeau | 5097      |

#### Carabina militare
| Evento            | Oro                | Oro       | Argento           | Argento   | Bronzo           | Bronzo    |
| Evento            | Atleta             | Risultato | Atleta            | Risultato | Atleta           | Risultato |
| 300m 3 posizioni  | Antonio Rico       | 492       | Walter Lienhard   | 491       | Carl Osburn      | 489       |
| 300m a terra      | Antonio Rico       | 179       | Vilhelm Andersson | 175       | Mauritz Eriksson | 175       |
| 300m in ginocchio | Raymond Durand     | 172       | Walter Lienhard   | 171       | Josias Hartmann  | 167       |
| 300m in piedi     | François Lafortune | 162       | Josias Hartmann   | 162       | Aix Bouwens      | 162       |

#### Pistola
| Evento        | Oro                                                                          | Oro       | Argento                                                                        | Argento   | Bronzo                                                                                               | Bronzo    |
| Evento        | Atleta                                                                       | Risultato | Atleta                                                                         | Risultato | Atleta                                                                                               | Risultato |
| 50m           | Wilhelm Schnyder                                                             | 531       | Paul Van Asbroeck                                                              | 527       | Christian Lehrman                                                                                    | 527       |
| 50m a squadre | Svizzera Mathias Brunner Robert Blum Hans Hänni Fritz König Wilhelm Schnyder | 2572      | Francia André de Castelbajac Dorian Keller Paul Maujean Gilles Petit Veyssiere | 2561      | Danimarca Frederik Frederiksen Christian Jensen Christian Lehrman Lars Jørgen Madsen Christen Møller | 2540      |

## Medagliere
Nazione ospitante
| Posiz. | Nazione     | Oro | Argento | Bronzo | Totale |
| ------ | ----------- | --- | ------- | ------ | ------ |
| 1      | Stati Uniti | 4   | 3       | 2      | 9      |
| 2      | Svizzera    | 3   | 4       | 2      | 9      |
| 3      | Argentina   | 2   | 0       | 2      | 4      |
| 4      | Francia     | 1   | 1       | 1      | 3      |
| 5      | Belgio      | 1   | 1       | 0      | 2      |
| 6      | Danimarca   | 0   | 1       | 2      | 3      |
| 7      | Svezia      | 0   | 1       | 1      | 2      |
| 8      | Paesi Bassi | 0   | 0       | 1      | 1      |